# Зубку, Виктор Валерьевич
Виктор Валерьевич Зубку (рум. Victor Zubcu; 17 января 1983, с. Мелешень, Каларашский район, Молдавская ССР, СССР) — молдавский политический деятель. Министр молодёжи и спорта Республики Молдова с 20 января 2016 года по 26 июля 2017 года.

## Биография
Родился в январе 1983 года в крестьянской семье в селе Мелешень Каларашского района Молдавской ССР. С 1998 по 2001 года обучался в средней школе при колледже «Alexandru cel Bun», Каларашский район. С 2001 по 2005 года – студент факультета международных отношений и политических наук Молдавского государственного университета, который окончил со степенью бакалавра политических наук со специализацией «Политическое и юридическое образование». В 2005 – 2006 годах обучался на соискание звания магистра на философском факультете Университета европейских исследований, по окончании которого получил научную степень магистра права по специализации в области международного права. В 2006 году обучался в Европейском институте политических исследований и в 2008 году – в Академической школе последипломного образования «Ovidiu Sincai» Политического управления в Бухаресте, которую окончил со специализацией «магистр политического менеджмента».
С 2004 по 2007 года – Сопрезидент Федерации студентов и молодёжи. С 2006 по 2013 года – политическая деятельность в Центральном аппарате Демократической партии Молдовы. С 20 апреля по 17 июня 2017 года – член, представитель Демократической партии Молдовы с правом совещательного голоса в Центральной избирательной комиссии. С 2005 года – Генеральный секретарь Демократической партии Молдовы, член Национального совета Демократической партии Молдовы.
С 2007 по 2012 года – Президент Федерации студентов и молодёжи Республики Молдова. С 11 сентября 2013 по 4 марта 2015 года – заместитель министра, Министерство регионального развития и строительства Республики Молдова. С 4 марта 2015 по 12 августа 2015 года – заместитель министров Сергея Афанасенко и Лоретты Хандрабуры, Министерство по делам молодёжи и спорта Республики Молдова.
20 января 2016 года избран министром по делам молодёжи и спорта в правительстве Павла Филипа. Находился на этой должности по 26 июля 2017 года, когда это министерство было упразднено.
Родной язык – румынский. Владеет на хорошем уровне русским и английским языками.